# 김문정 (음악인)
김문정(1971년 8월 20일 ~ )은 대한민국의 음악 감독이자 대학 교수이다.
1991년에 피아니스트로 첫 데뷔한 그녀는 가수 유희열이 고등학교 친구이며, 고등학교 밴드 <푸른돛>에서 같이 활동한 바가 있다. 그리고 1990년대 혼성그룹 여행 스케치의 건반 세션으로 참여한 바가 있으며, 1993년 ~1998년까지 약 6년 동안 KBS의 심야 토크쇼 프로그램 밤과 음악사이에서 그룹 송골매의 1기 키보디스트 출신인 이봉환이 이끌던, 밤과 음악사이 전속 밴드인 <이봉환과 음악사이> 라는 팀에서 키보디스트로 참여하여 활약한 바 있으며, KBS의 종영된 장수 개그 프로그램의 전속 밴드인 <이태선 밴드>의 객원 키보디스트로도 가끔씩 참여한 바가 있다. 뮤지컬 계에는 1990년대 후반~2001년도 사이에 키보디스트 겸 키보드 세션으로 입봉하였으며, 뮤지컬 음악감독으로는 2002년 창작 뮤지컬 <둘리> 라는 작품으로 입봉하여 지금까지 21년째, 뮤지컬 음악감독 및 뮤지컬 작곡가로 활동하고 있다. 또한 국내 창작 뮤지컬의 해외 진출시, 음악 슈퍼바이저로 활동하기도 한다. 그리고 국내 최초로 전용 연습실을 개업하기도 하고, 마스터 클래스를 열여 후학 양성에 힘쓰고 있는, 뮤지컬을 전문으로 하는 THE PIT 오케스트라와 그 팀이 소속된 컴퍼니를 창단, 설립 하였으며, THE PIT 오케스트라는 우리나라를 대표한 뮤지컬 작품을 전문적으로 하는 뮤지컬 전문 팝스 오케스트라가 되었으며, 지금도 열심히 활동 중에 있다...

## 학력
- 서울예술전문대학 작곡과 전문학사 (졸업)
- 호서대학교 디지털음악과 (졸업)
- 단국대학교 대중문화예술대학원 공연예술학과 (졸업)

## 수상 내역
- 2008년 더 뮤지컬 어워즈 음악감독상
- 2008년 한국뮤지컬대상 작곡상
- 2009년 더 뮤지컬 어워즈 음악감독상
- 2011년 더 뮤지컬 어워즈 음악감독상
- 2011년 한국YWCA연합회 한국여성지도자상 젊은 지도자상
- 2012년 더 뮤지컬 어워즈 음악감독상
- 2012년 예그린뮤지컬어워드 배우가 뽑은 스태프상